# Condado de Harrison (Ohio)
O Condado de Harrison é um dos 88 condados do Estado americano de Ohio. A sede do condado é Cadiz, e sua maior cidade é Cadiz. O condado possui uma área de 1 064 km² (dos quais 19 km² estão cobertos por água), uma população de 15 856 habitantes, e uma densidade populacional de 15 hab/km² (segundo o censo nacional de 2000). O condado foi fundado em 1813.